# Haplocytheridea montgomeryensis
Haplocytheridea montgomeryensis är en kräftdjursart som först beskrevs av Howe och Victor Toucey Chambers 1935.  Haplocytheridea montgomeryensis ingår i släktet Haplocytheridea och familjen Cytherideidae. Inga underarter finns listade i Catalogue of Life.